# Фо Корнерс (Флорида)
Фо Корнерс (енгл. Four Corners) насељено је место без административног статуса у америчкој савезној држави Флорида.

## Демографија
По попису из 2010. године број становника је 26.116.
| Група             | 2000.    | 2010.          |
| Белци             | 0 (0,0%) | 15.167 (58,1%) |
| Афроамериканци    | 0 (0,0%) | 2.092 (8,0%)   |
| Азијати           | 0 (0,0%) | 648 (2,5%)     |
| Хиспаноамериканци | 0 (0,0%) | 7.859 (30,1%)  |
| Укупно            | 0        | 26.116         |